# Horní Oldřichov
Horní Oldřichov  je XXI. část statutárního města Děčín. Nachází se na západě města. Děčín XXI-Horní Oldřichov leží v katastrálním území Horní Oldřichov o rozloze 1,43 km². V katastrálním území Horní Oldřichov leží i Děčín VIII-Dolní Oldřichov.

## Historie
První písemná zmínka o vesnici pochází z roku 1543.

## Obyvatelstvo
Při sčítání lidu v roce 1921 ve vsi žilo 311 obyvatel (z toho 144 mužů), z nichž byl jeden Čechoslovák a 310 Němců. Kromě sedmi evangelíků byli římskými katolíky. Podle sčítání lidu z roku 1930 měl Horní Oldřichov 457 obyvatel: 29 Čechoslováků, 421 Němců a sedm cizinců. Většina (369 osob) se hlásila k římskokatolické církvi, ale kromě ní zde bylo 29 evangelíků, dva členové církve československé, dva příslušníci nezjišťovaných církví a 55 lidí bez vyznání.
|                                                                | 1869 | 1880 | 1890 | 1900 | 1910 | 1921 | 1930 | 1950 | 1961 | 1970 | 1980 | 1991 | 2001 | 2011 |
| -------------------------------------------------------------- | ---- | ---- | ---- | ---- | ---- | ---- | ---- | ---- | ---- | ---- | ---- | ---- | ---- | ---- |
| Obyvatelé                                                      | 343  | 280  | 347  | 369  | 360  | 311  | 457  | 492  | 484  | 532  | 405  | 360  | 420  | 476  |
| Domy                                                           | 49   | 50   | 49   | 49   | 48   | 48   | 73   | 103  | —    | 120  | 101  | 110  | 121  | 144  |
| Počet domů z roku 1961 je zahrnut v domech místní části Děčín. |      |      |      |      |      |      |      |      |      |      |      |      |      |      |

## Autobusová doprava
V obci se nachází pouze jedna jediná autobusová zastávka. Točnu na křižovatce ulic Bynovská a Alešovy obsluhovala po dlouhou dobu linka číslo 6, jež zde měla zároveň konečnou. Ta začínala v Děčíně a přes Bynov se autobusy dostávaly bynovskou ulicí do Horního Oldřichova. Město se po nějakém čase rozhodlo linku zrušit a vypravovat sem na otočku zhruba každý čtvrtý autobus linky 202 (respektive 229). Vzhledem k značnému zdržování hlavní linky mezi Bynovem a centrem Děčína, touto zajížďkou, se i tato varianta zrušila.
V červenci 2019 rozhodlo zastupitelstvo města Děčín o vzniku nové autobusové linky. Její krátká trasa má spojit Horní Oldřichov s Bynovem.

## Pamětihodnosti
- Venkovská usedlost čp. 34, ulice Bynovská

## Galerie

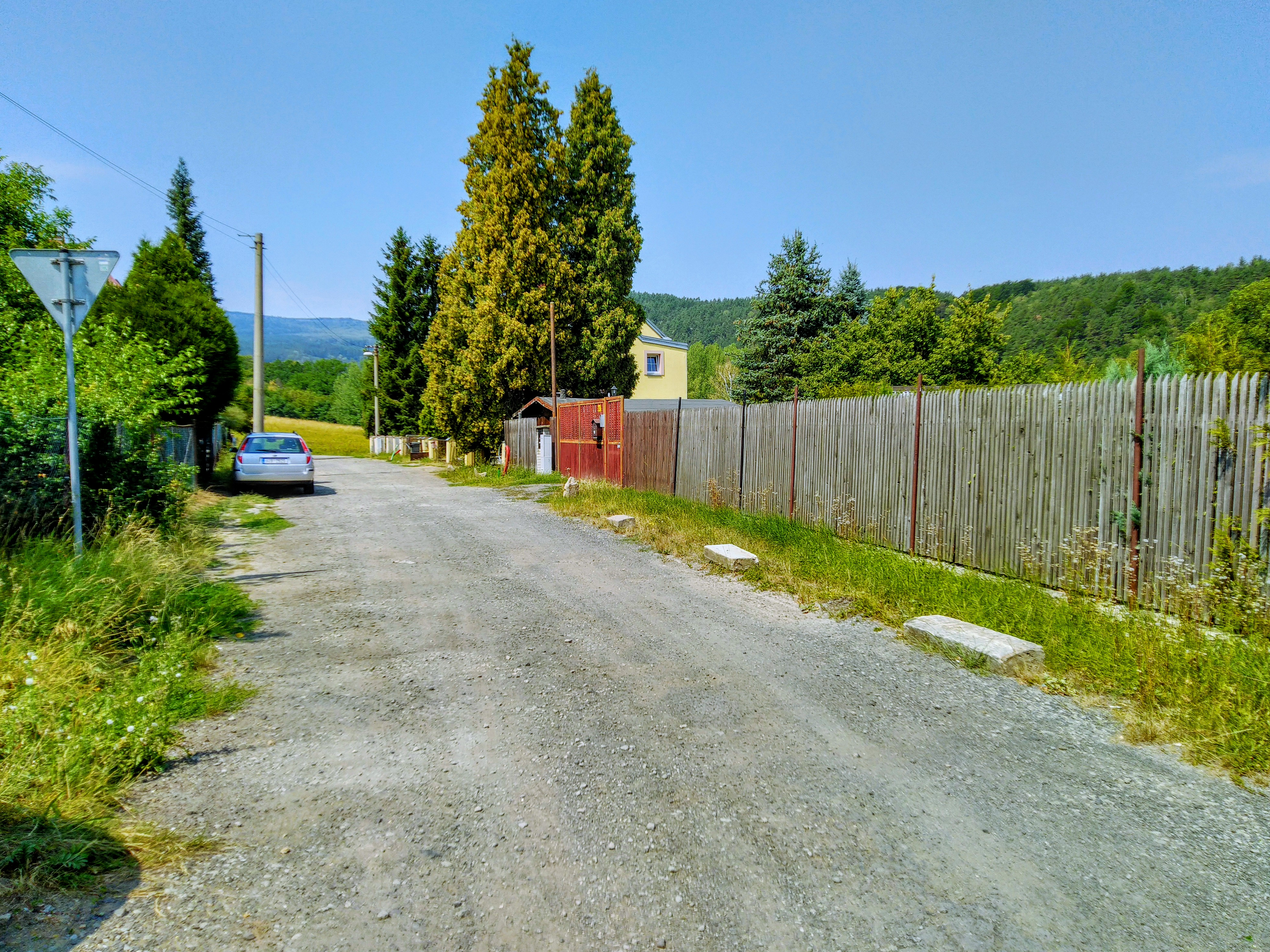
Ulice Hanácká
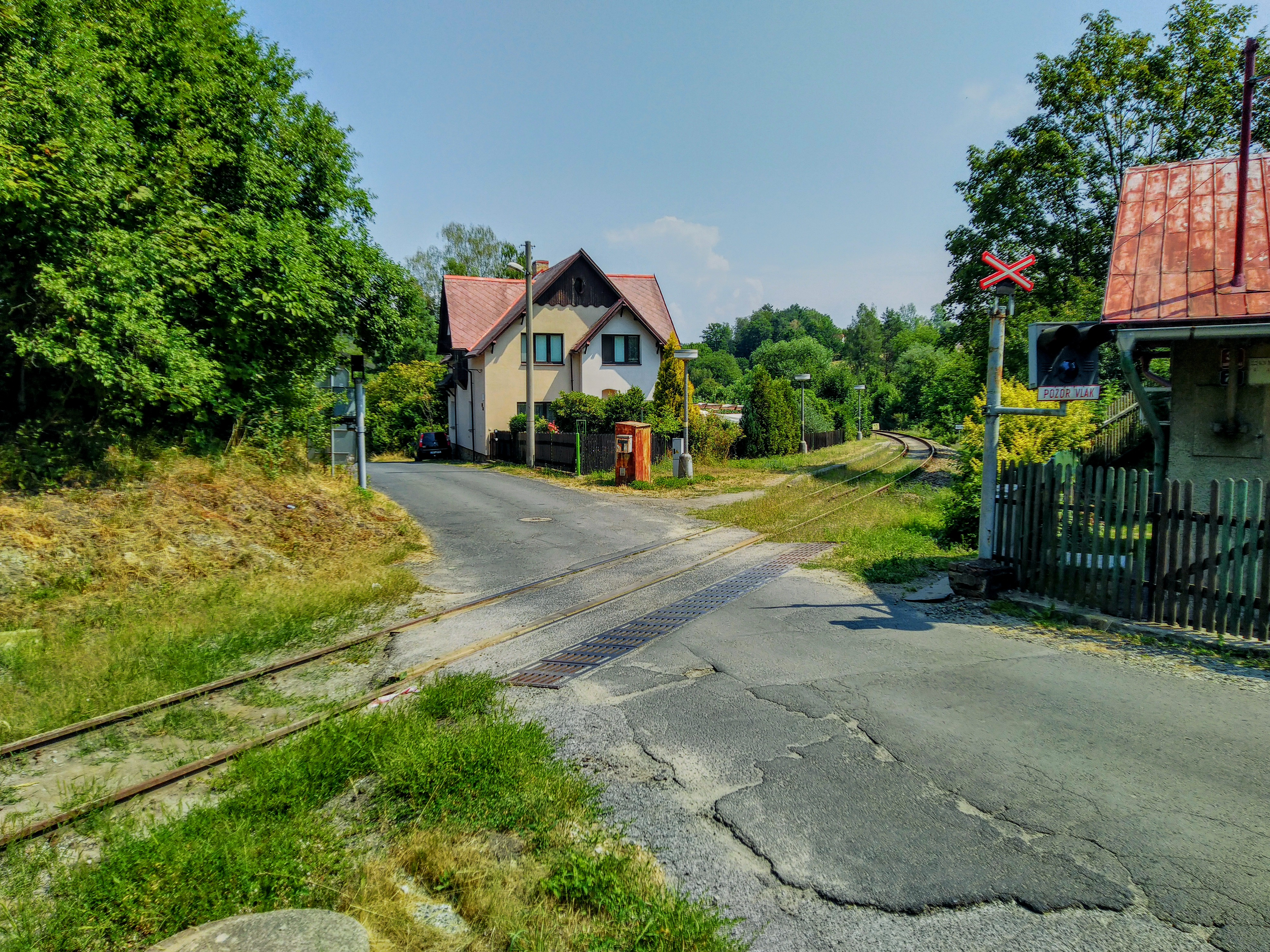
Část hranice mezi Horním a Dolním Oldřichovem tvoří dříve nevyužívaná železnice, nazývána Kozí dráha.
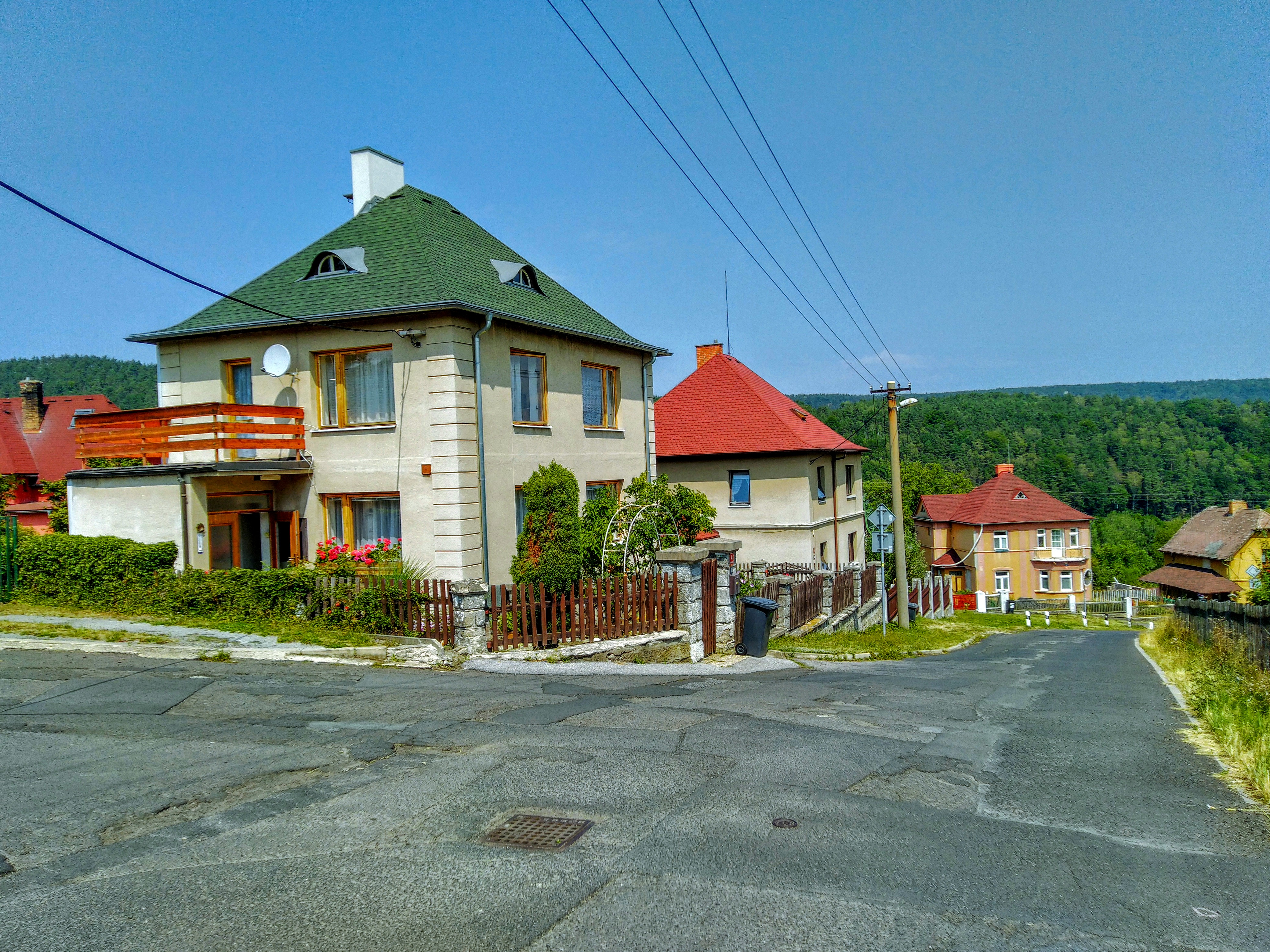
Domy na rohu Berounské a Alešovy ulice
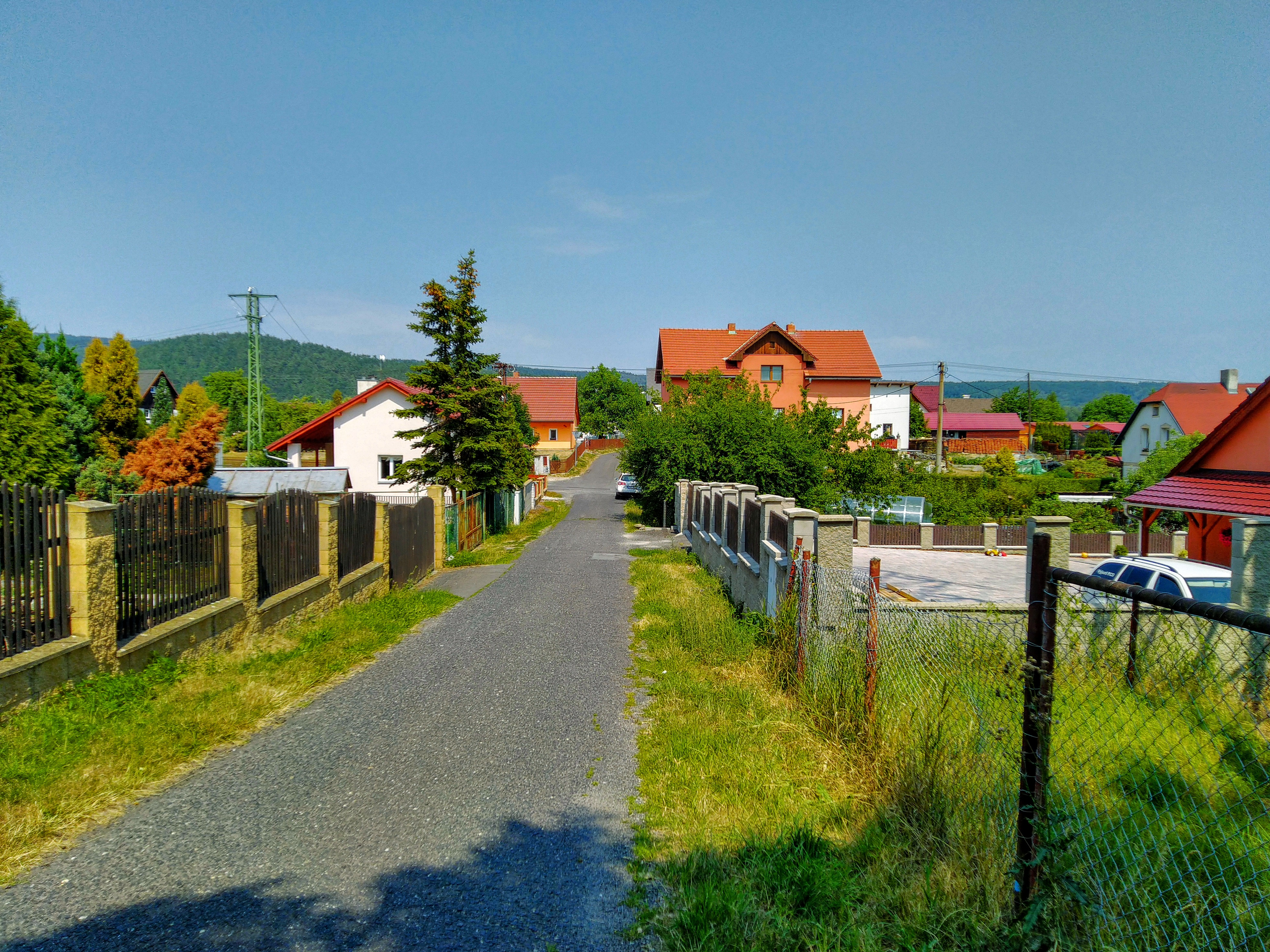
Berounská ulice
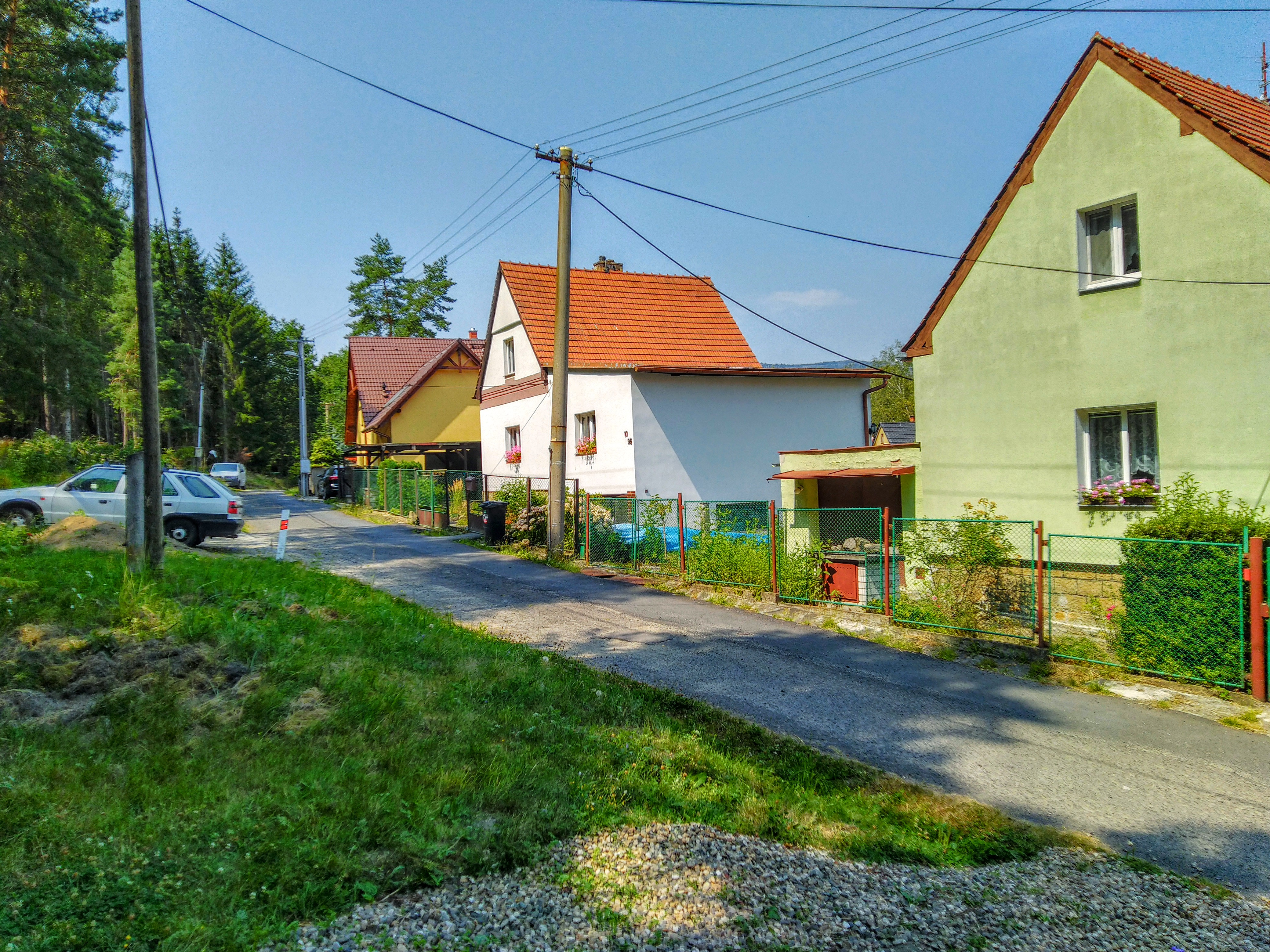
Ulice U Studánky
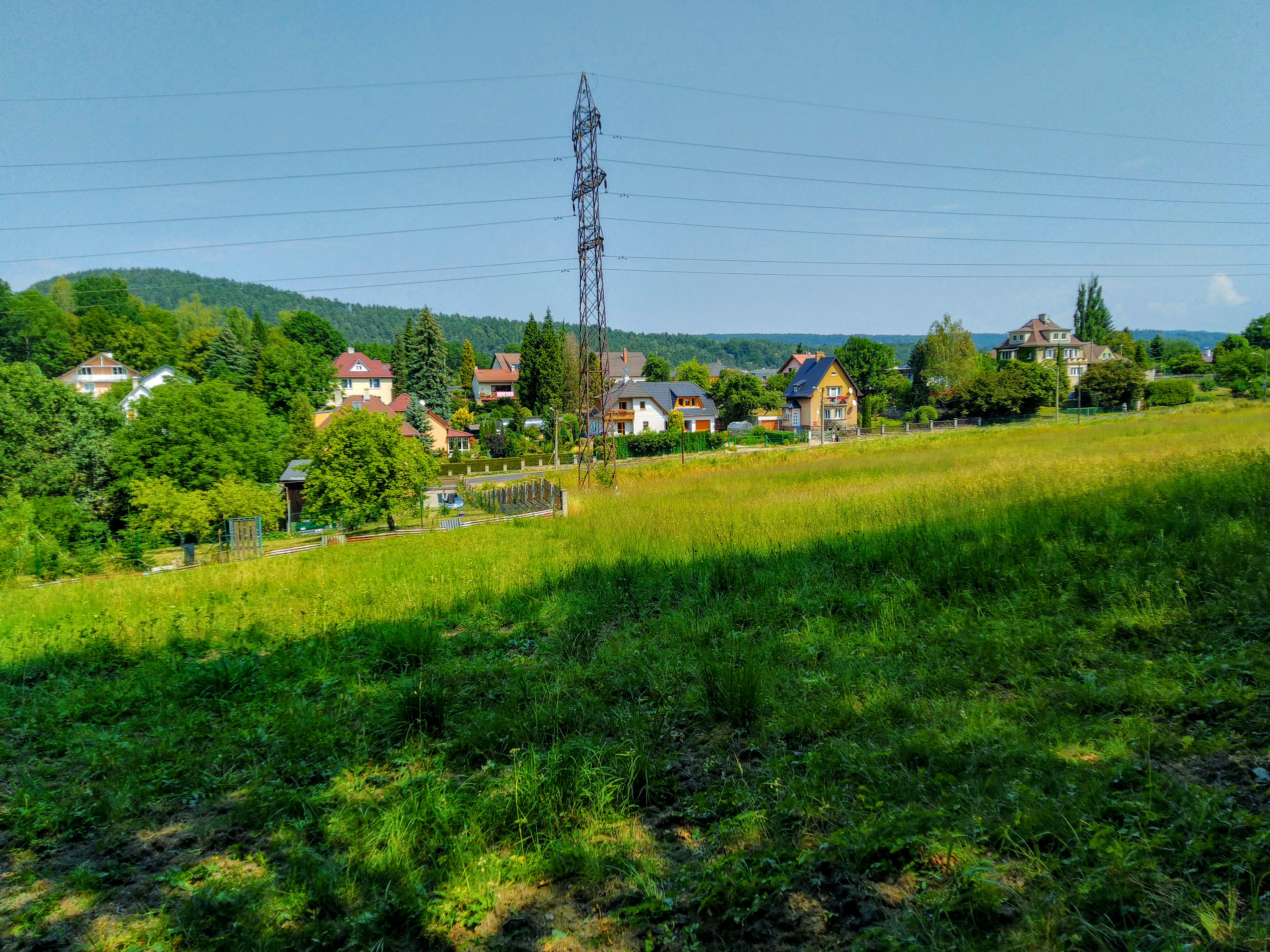
Pohled z lesa na ulici Bynovskou
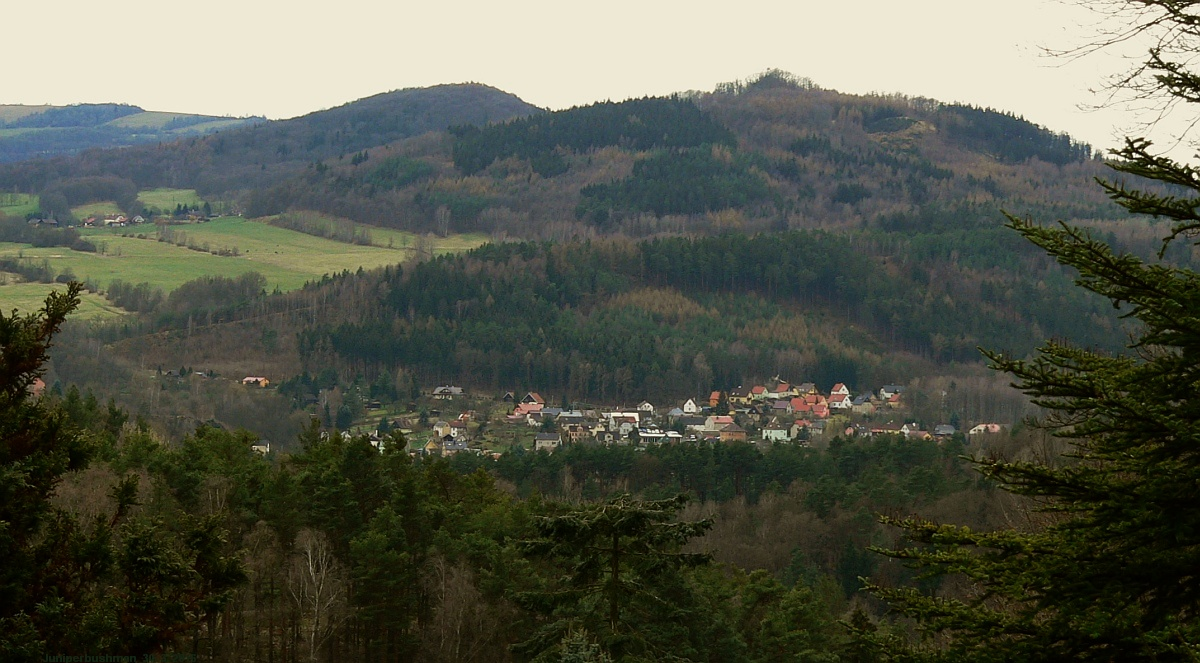
Pohled na Horní Oldřichov od Jalůvčí